# یان متایسن
یان متایسن (انگلیسی: Jan Mathiasen؛ زادهٔ ۹ مهٔ ۱۹۵۷) قایقران قایق بادبانی اهل دانمارک است.